# 淀の洞門

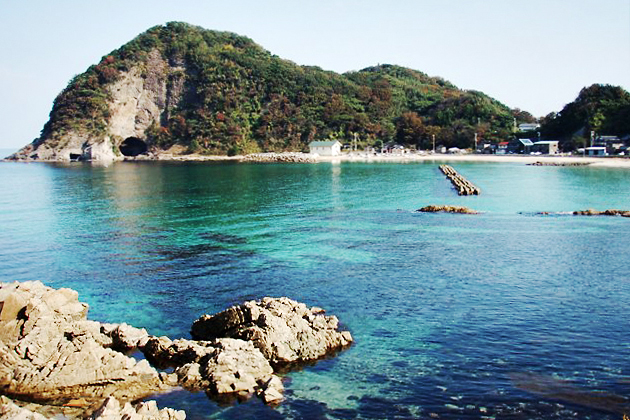
黒鼻崎遠望。左端に淀の洞門

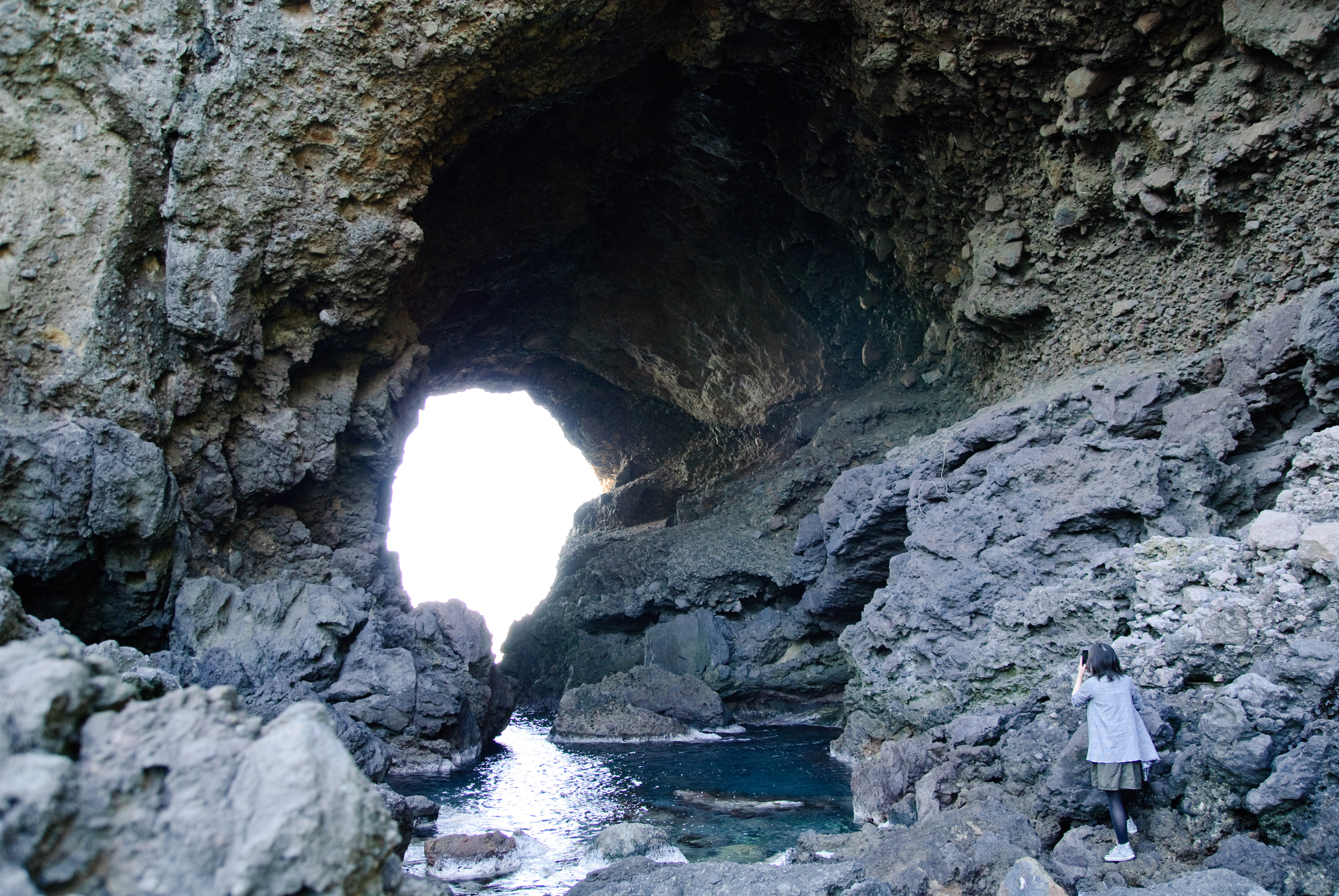
洞門入口

淀の洞門（よどのどうもん）は兵庫県豊岡市の竹野海岸にある海食洞。山陰海岸国立公園に属する。

## 概要
竹野海岸切浜の波触岩礁地帯である黒鼻崎の北端にある高さ18m、奥行き最大40mの海食洞。火山活動によって生成された凝灰角礫岩の亀裂を波が浸食してできた亀裂洞門で、洞門内には潮の干満により海水が流れ込む。
大昔に大鬼が金棒で穴を開け、そこを根城にした「淀の大王」を首魁とする鬼集団をスサノオが退治したという伝説が残る。

## 交通アクセス
- 山陰本線 竹野駅 から全但バス「相谷」方面行きで8分、「切浜」下車、徒歩10分

## 周辺
- 竹野海岸
  - はさかり岩、竹野浜、宇日流紋岩の流理、猫崎